# Schweizerische Zeitschrift für Soziologie
Die Schweizerische Zeitschrift für Soziologie (frz. Revue suisse de sociologie, engl. Swiss Journal of Sociology) ist eine soziologische Fachzeitschrift, die von der Schweizerischen Gesellschaft für Soziologie herausgegeben wird.
Die Zeitschrift erscheint seit 1975 dreimal jährlich. Ihre Beiträge unterliegen dem Peer-Review-Verfahren und können in deutscher, französischer und englischer Sprache eingereicht werden. Seit 2016 sind alle Artikel der Zeitschrift als Open Access Dokumente zugänglich.